# Juncus micranthus
Juncus micranthus là một loài thực vật có hoa trong họ Juncaceae. Loài này được Schrad. ex E.Mey. mô tả khoa học đầu tiên năm 1823.